# Краснов, Григорий Адрианович
Григо́рий Адриа́нович Красно́в (1883, слобода Кинель-Черкассы, Бугурусланский уезд, Самарской губернии — 1933, Новосибирск) — Государственный контролёр Российского государства, экономист.

## Биография
Родился 17 (29) ноября 1883 года в семье мирового судьи.
Окончил Самарскую духовную семинарию, Петербургскую духовную академию со степенью кандидата богословия (1907), Петербургский археологический институт.
С 1907 служил в Главном управлении неокладных сборов и казённой продажи питей Министерства финансов. В 1916 за труды по Всероссийскому аэроклубу пожалован чином надворного советника. С 6 июня 1917 — и. д. члена совета Государственного контроля.
После прихода к власти большевиков был членом подпольного Временного правительства, возглавлявшегося С. Н. Прокоповичем. Был приговорён Петроградским военно-революционным комитетом к отправке «под надёжным караулом в Кронштадт», но скрылся из Петрограда. В ноябре 1917 — мае 1918 жил на сахарорафинадном заводе Тимашова в Самарской губернии, управляющим которым был его брат. С 4 июня 1918 — инспектор Народного комиссариата государственного контроля РСФСР. В июле 1918 находился в командировке в Поволжье, где его застало свержение большевистской власти.
С 8 августа 1918 — управляющий контрольным отделом Комитета членов Учредительного собрания. С 4 ноября 1918 — государственный контролёр Временного Всероссийского правительства, с 18 ноября 1918 — Российского правительства, действовавшего при Верховном правителе адмирале А. В. Колчаке. Руководил разработкой «Учреждения контроля»и «Устава ревизии», возбудил расследования по фактам злоупотреблений в министерстве продовольствия и в интендантстве.
После развала Российского государства в январе 1920 был арестован в Иркутске, в мае 1920 предан суду в Омске. На суде заявил, что в своей деятельности в качестве государственного контролёра я по мере возможности старался отстаивать интересы народного достояния. По словам его защитника А. Н. Бородулина, Краснов не был политическим деятелем, это установлено совершенно категорически. Это чиновник высшей марки. Это чиновник — специалист в своём деле, и только. 30 мая 1920 приговорён Чрезвычайным революционным трибуналом при Сибирском революционном комитете к пожизненному лишению свободы с применением принудительных работ.
В 1922 был амнистирован, работал в органах управления Советской России и СССР, в ряде научных и общественных организаций. Автор статей по финансово-экономическим вопросам в центральных и сибирских журналах и газетах.
В марте 1933 был арестован в Новосибирске по обвинению в руководстве контрреволюционной белогвардейской повстанческой организацией в Западно-Сибирском крае. Приговорён к высшей мере наказания и расстрелян.